# Amos & Andrew
Amos & Andrew, è un film commedia del 1993 diretto da E. Max Frye che tratta il tema del razzismo.

## Trama
Andrew Sterling (Samuel L. Jackson), un famoso scrittore di successo nero, compra una casa per le vacanze in una località del New England.
Due dei suoi nuovi vicini di casa, inconsapevoli che gli ex residenti avessero traslocato, lo scambiano per un ladro e allertano subito le forze dell'ordine.
A causa di un equivoco i poliziotti, comandati dall'incompetente capitano Cecil Tolliver (Dabney Coleman), sparano contro la casa, e per evitare di fare una cattiva pubblicità al distretto il capitano offre ad un ladruncolo la possibilità di evadere di prigione se si finge sequestratore di Andrew.
Il film è una commedia degli equivoci che tratta ironicamente il tema del razzismo.